# Inga gracilifolia
Inga gracilifolia är en ärtväxtart som beskrevs av Adolpho Ducke. Inga gracilifolia ingår i släktet Inga och familjen ärtväxter. Inga underarter finns listade i Catalogue of Life.